# Марія Гігова
Марія Гігова (24 квітня 1947) — болгарська гімнастка (художня гімнастика).

## Досягнення та нагороди

### Спортивні
- Чемпіонка світу: 1967 (обруч), 1969 (індивідуальне багатоборство, вправи без предмета, обруч), 1971 (індивідуальне багатоборство, скакалка, обруч), 1973 (індивідуальне багатоборство, обруч)
- Срібна призерка чемпіонату світу: 1969 (скакалка, м'яч)
- Бронзова призерка чемпіонату світу: 1973 (скакалка, клуби)
- Заслужений майстер спорту НРБ
- Заслужений майстер спорту СРСР

### Державні
- Герой Соціалістичної Праці НРБ